# Біч-Сіті (Техас)
Біч-Сіті (англ. Beach City) — місто (англ. city) в США, в окрузі Чемберс штату Техас. Населення — 3221 особа (2020).

## Географія
Біч-Сіті розташований за координатами 29°44′20″ пн. ш. 94°50′48″ зх. д. / 29.73889° пн. ш. 94.84667° зх. д. (29.738882, -94.846681).  За даними Бюро перепису населення США в 2010 році місто мало площу 11,60 км², уся площа — суходіл.

## Демографія
Згідно з переписом 2010 року, у місті мешкало 2198 осіб у 815 домогосподарствах у складі 661 родини. Густота населення становила 190 осіб/км².  Було 922 помешкання (79/км²).
Расовий склад населення:
| - 92,3 % — білих - 2,0 % — чорних або афроамериканців - 0,6 % — азіатів - 0,3 % — вихідців з тихоокеанських островів - 0,2 % — корінних американців - 3,4 % — осіб інших рас |

До двох чи більше рас належало 1,3 %. Частка іспаномовних становила 8,6 % від усіх жителів.
За віковим діапазоном населення розподілялося таким чином: 24,8 % — особи молодші 18 років, 64,1 % — особи у віці 18—64 років, 11,1 % — особи у віці 65 років та старші. Медіана віку мешканця становила 42,6 року. На 100 осіб жіночої статі у місті припадало 110,7 чоловіків;  на 100 жінок у віці від 18 років та старших — 104,2 чоловіків також старших 18 років.
Середній дохід на одне домашнє господарство  становив 110 954 долари США (медіана — 68 950), а середній дохід на одну сім'ю — 133 040 доларів (медіана — 101 042). Медіана доходів становила 80 887 доларів для чоловіків та 47 750 доларів для жінок. За межею бідності перебувало 9,2 % осіб, у тому числі 6,3 % дітей у віці до 18 років та 0,0 % осіб у віці 65 років та старших.
Цивільне працевлаштоване населення становило 1008 осіб. Основні галузі зайнятості: виробництво — 19,1 %, роздрібна торгівля — 14,4 %, освіта, охорона здоров'я та соціальна допомога — 13,1 %.